# Lucien Trepper
Lucien Trepper, född 19 maj 1953, är en schweizisk bågskytt. Han deltog vid olympiska sommarspelen 1972.